# Katarzyna Lubnauer
Katarzyna Anna Lubnauer (nascuda Libudzisz; 24 de juliol de 1969) és una política polonesa, matemàtica i professora acadèmica. És membre del Parlament polonès i des de 2017, dirigent del partit polític liberal Moderna (.Nowoczesna).

## Educació i joventut
Va néixer amb el nom de Neixi Katarzyna Libudzisz el 24 de juliol de 1969 a Łódź. La seva mare, Zdzisława, era professor de microbiologia i el seu pare, Jerzy, un farmacèutic. La seva família havia estat vivint a Łódź des de la segona meitat del segle xix. Es va graduar de l'institut Tadeusz Kościuszko Núm. 3 a Łódź (en polonès: III Liceum Ogólnokształcące im. Tadeusza Kościuszki w Łodzi) així com a la Universitat de Łódź. Va treballar breument com a mestre d'escola abans que decidís continuar els seus estudis a la Universitat de Łódź, on es va convertir en conferenciant a la Facultat de Matemàtiques. Va obtenir el seu doctorat en matemàtiques l'any 2001 després d'escriure la seva tesi titulada Teoremes de Límit en Probabilitat Quàntica. Més tard va assumir el lloc de professora ajudant en el Departament de Teoria de Probabilitat i Estadística.

## Carrera política
L'any 1993 va treballar per a la Unió Democràtica i al 1994, en la Unió de la Llibertat en què va ser una dels dirigents locals del partit a Łódź. Entre els anys 1998 i 2002, va ser membre de l'ajuntament de Łódź. Al 2001, va ser un dels candidats a dirigent de la Unió de la Llibertat a Łódź. Va ser membre de l'última Taula General de la Unió de la Llibertat i l'any 2005 va ser una dels dirigents del recentment format Partit Democràtic. Va ser candidata al Sejm els anys 2001 i 2005 sense ser elegida.
Ha publicat articles en la revista Liberté! i va ser una dels organitzadors del Festival de Ciència, Tecnologia i Arts de Łódź. L'any 2015, juntament amb Leszek Jażdżewski, va ser una de les iniciadores de la campanya Escoles Seculars, la qual va apuntar a retallades financeres de l'Estat a classes d'educació religiosa en escoles públiques a Polònia.
Durant les eleccions parlamentàries poloneses de 2015, com a candidata del partit polític Moderna, va obtenir un escó en el Sejm ocupant la primera posició en la llista del partit a la circumscripció de Łódź. Va rebre un total de 18549 vots. L'any 2016, va ser nomenada vicepresidenta del partit, i des del gener fins al maig de 2017 va ser la seva portaveu. A l'abril del mateix any, també va assumir la posició de presidenta del grup parlamentari del partit Moderna. El 25 de novembre de 2017, durant el congrés del partit a Varsòvia, va ser elegida com a dirigent del partit Moderna derrotant el seu fundador original Ryszard Petru en una votació molt igualada. El 9 de gener de 2018, va ser substituïda per Kamila Gasiuk-Pihowicz com a presidenta del grup parlamentari del partit Moderna.

## Vida personal
En 1991, es va casar amb Maciej Lubnauer, un inversor amb qui va tenir una filla anomenada Anna.